# Allorhogas sulcatus
Allorhogas sulcatus är en stekelart som beskrevs av Marsh 2002. Allorhogas sulcatus ingår i släktet Allorhogas och familjen bracksteklar. Inga underarter finns listade i Catalogue of Life.